# Zespół dworski i folwarczny w Wiśniowej
Zespół dworski i folwarczny w Wiśniowej – zespół zabytków znajdujący się w województwie podkarpackim, w powiecie strzyżowskim, w gminie Wiśniowa, w Wiśniowej.
Obiekt w skład którego wchodzi: dwór, oficyna, kaplica grobowa, stajnia z wozownią, obora, spichlerz oraz park, wpisany został do rejestru zabytków nieruchomych województwa podkarpackiego.
Wiśniowa w XIV wieku należała do Bogoriów, w 1536 roku do Stanisława Odrowąża, w 1581 do Seweryna Bonera, następnie znajdowała się w rękach Firlejów, Mniszków, Bogatków, w 2. połowie XVIII wieku należała do Rocha Jabłonowskiego, potem do Walerii z Tarnowskich i Franciszka Mycielskich. W czasach Jerzego Mycielskiego w majątku gościli: Jan Cybis, Hanna Rudzka-Cybisowa, Józef Czapski, Tytus Czyżewski, Leon Chwistek, Felicjan Kowarski i jego żona Jadwiga Kowarska, Jacek Malczewski, Józef Mehoffer, Tadeusz Stryjeński, Czesław Rzepiński, Zbigniew Pronaszko, Bernardino Rizzi – założyciel chóru Cecyliańskiego w Krakowie, Tadeusz Szeligowski oraz Karol Hubert Rostworowski. Owocem ich pobytu pozostały m.in. obrazy przedstawiające okoliczne ziemie .

## Historia
Pierwsza wzmianka o dawnym murowanym dworze w typie małopolskiej „kamienicy” pochodzi z 1536 roku. Obiekt ten został później przekształcony w oficynę i był przebudowywany w XVIII i XIX wieku.
W XVII wieku Firlejowie wybudowali z kamienia i cegły nowy piętrowy dwór myśliwski z wieżą na osi, który po zniszczeniach w 1772 roku został przebudowany w latach 1779–1780 przez Rocha Jabłonowskiego. Pierwotny projekt dużej rozbudowy założenia dworskiego w wielkopańską rezydencję typu Entre cour et jardin został zrealizowany w niewielkiej części.
Po pożarze budynku w 1848 roku, posiadłość w 1867 kupili Waleria z Tarnowskich i Franciszek Mycielscy i w latach 1871–1872 przebudowali według projektu Filipa Pokutyńskiego. Wieżę rozebrano i podwyższono piętro, dobudowano czterokolumnowy portyk, budynek nakryto dachem czterospadowym i zmieniono układ wnętrz. Po zniszczeniach wojennych w 1915 roku budynek został częściowo odbudowany w latach 1932–1933. W 1946 roku majątek przeszedł na własność Skarbu Państwa. Od 2005 roku zespół dworsko-parkowy jest własnością Starostwa Powiatowego w Strzyżowie .

### Oficyna
Obiekt murowany z kamienia i cegły, piętrowy, wybudowany na planie zbliżonym do kwadratu z zaokrąglonymi narożnikami, piwnice przesklepione, na każdym piętrze znajduje się sześć pomieszczeń.

### Kaplica grobowa
Franciszek Mycielski zmarł 2 marca 1901 w Wiśniowej i został pochowany na cmentarzu w Niewodnej, a po 10 latach jego szczątki zostały przeniesione do krypty w neoromańskiej kaplicy grobowej wybudowanej w parku, w połowie alei grabowej, według projektu Zygmunta Hendela. Inicjatorka budowy Waleria z Tarnowskich Mycielska, zmarła w 1914 roku na Węgrzech w Ujlaku i po sprowadzeniu zwłok przez syna Jana w 1915, też została pochowana w rodzinnym mauzoleum . 
Kaplica wybudowana na planie krzyża greckiego około 1908 roku jest repliką(zobacz) mauzoleum Liszta w Bayreuth w Niemczech autorstwa architekta Gabriela von Seidla .
Budowla pełniła też rolę prywatnego muzeum właścicieli, kompletowanego przez historyka, kolekcjonera Jerzego Mycielskiego. Znajdowały się tam m.in.:
- obraz Matka Boska z Dzieciątkiem z połowy XVII wieku;
- marmurowa płaskorzeźba Matka Boska z Dzieciątkiem z połowy XV wieku;
- polichromowany odlew gipsowy popiersia Chrystusa z końca XIX wieku;
- obraz św. Franciszek z połowy XVII wieku[7] .

Kaplica wraz z prowizorycznymi, tymczasowymi przybudówkami od lat 70. XX wieku do roku 2003 pełniła rolę kościoła parafialnego .

### Budynki gospodarcze
Stajnia z wozownią, murowane, parterowe, nakryte dachem dwuspadowym, wybudowane na rzucie litery „L” obok oficyny. W dłuższym skrzydle wybudowano piętrową bramę przejazdową, na dachu której bociany zakładają swe gniazdo(zobacz) od niepamiętnych czasów . Obora oraz spichlerz wybudowane z kamienia i cegły na planie prostokąta nakryte dachem dwuspadowym .

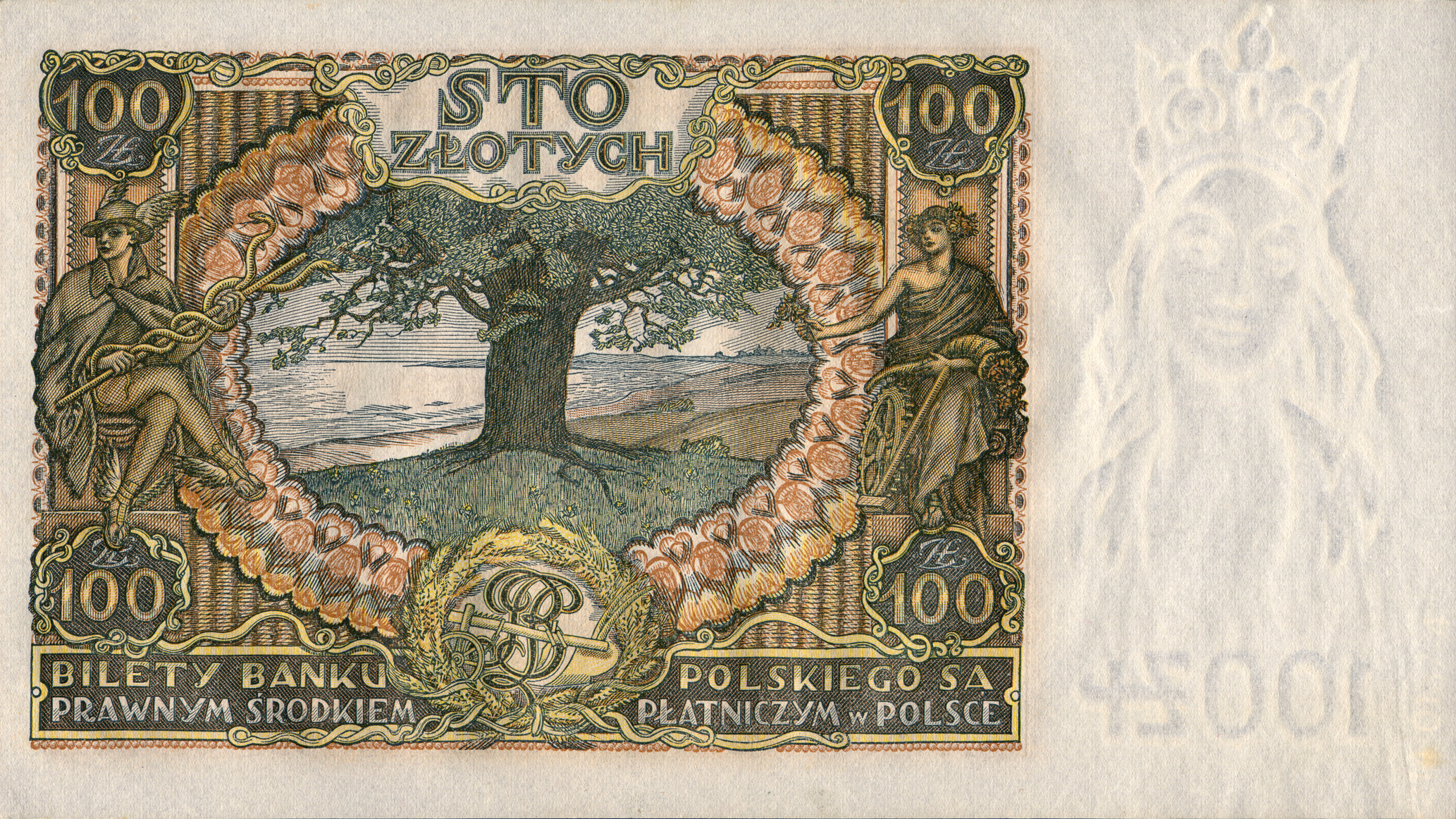
Dąb Józef na rewersie banknotu z 1934 roku

### Park
W parku można dostrzec resztki wcześniejszych założeń ogrodowych
- ogród renesansowy – przy oficynie;
- ogród francuski – na pn. od dworu;
- park angielski – w zachodniej części;
- ogród z końca XIX wieku – na południu ogrodów francuskich[5] .

W północnej części parku znajduje się lodownia (zobacz) oraz kamień nagrobkowy(zobacz) psa i kota panien Mycielskich. Napis widniejący na nagrobku psa: .

NAJPIĘKNIEJSZY PIES
PANIEN MYCIELSKICH
NAJWIERNIEJSZY TOWARZYSZ
FRED
14.VIII.1893. 24.I.1904

W parku rośnie Dąb Józef, który w 2016 roku został wybrany w krajowym konkursie drzewem roku, a w 2017 zwyciężył w europejskiej edycji konkursu . Na rewersie banknotu 100-złotowego, symbolu II Rzeczypospolitej, emitowanego 2 czerwca 1932 r. oraz 9 listopada 1934 r., zaprojektowanego przez Józefa Mehoffera, znajduje się dąb z wiśniowieckiego parku – symbol długowieczności i trwałości .
30 czerwca 2014 r. odbyło się uroczyste otwarcie zmodernizowanych pomieszczeń oraz zrewitalizowanego parku w Zespole Parkowo-Dworskim i Folwarcznym w Wiśniowej  .